# Killswitch Engage (álbum de 2000)
Killswitch Engage es el álbum debut de la banda estadounidense de metalcore Killswitch Engage, publicada en julio de 2000 a través de Ferret Music. El álbum es el único lanzamiento de la banda a través de Ferret porque el sello lanzó el álbum como un favor al bajista Mike D'Antonio, quien había sido el diseño de portadas de álbumes para ellos, que más tarde firmaría con Roadrunner Records, publicando los subsiguientes álbumes hasta 2016.

## Historia
La canción «Soilborn» fue la primera canción de la banda escribió, que tomó forma durante una Jam session de forma conjunta (sin la participación de Leach), también se menciona en From the Bedroom to the Basement, un documental relacionado con los primeros años de formación. La banda escribió música de todo el álbum, sin cantante, hasta que Jesse Leach de la banda local Nothing Stays Gold (que habían firmado al sello discográfico del hermano de Dutkiewicz, quién también fue el vocalista de Aftershock), se unió a la banda poco después de su formación.
Mientras escribía el álbum, D'Antonio le preguntó a Ferret Music si podía firmar su banda como un favor ya que D'Antonio ha estado haciendo las ilustraciones del álbum para algunos de sus álbumes. Se dice que Ferret Music firmó a la banda debido a que metal se estaba convirtiendo en cada vez menos popular, y que sentían que podría haber sido la última banda de metal que firmaría.
Los temas "Temple from the Within" y "Vide Infra" fueron reeditado por Alive or Just Breathing(2002), mientras que "Irreversal" fue regrabado de The End of Heartache (2004) y "In the Unblind" fue regrabada para la edición de Alive or Just Breathing de 2005.
En 2005, Ferret Records lanzó una versión remasterizada del álbum, con cuatro pistas de demostración de un demo de 1999, que se vendió originalmente en un espectáculo con en el que Killswitch Engage, Shadows Fall y In Flames jugaron juntos en The Palladium en Worcester, Massachusetts, que al parecer vendió increíblemente bien, como se dijo en el documental From the Bedroom to the Basement (desde el dormitorio hasta el sótano) del DVD en vivo en el (Set This) World Ablaze .
Howard Jones, al hablar sobre el nuevo álbum homónimo, a menudo se ha referido a este primer auto-titulado como el trabajo más cercano a un EP, en lugar de un álbum de larga duración.

## Lista de canciones
Todas las letras escritas por Jesse Leach, toda la música escrita por Joel Stroetzel, Mike D'Antonio y Adam Dutkiewicz.

### Killswitch Engage
1. «Temple from the Within» - 3:45
2. «Vide Infra» - 3:34
3. «Irreversal» - 4:17
4. «Rusted Embrace» - 4:25
5. «Prelude» - 1:55
6. «Soilborn» - 3:27
7. «Numb Sickened Eyes» - 3:35
8. «In the Unblind» - 2:52
9. «One Last Sunset» - 3:57

### Reedición bonus tracks
1. «Prelude» - 2:03
2. «Soilborn» - 3:19
3. «Vide Infra» - 3:28
4. «In the Unblind» - 2:50

de la cinta demo de la banda

## Formación
- Jesse Leach - voz
- Joel Stroetzel - guitarras
- Mike D'Antonio - bajo
- Adam Dutkiewicz - batería

## Historial de lanzamiento
| País           | Fecha                | Formato          | Edición  | Discográfica        | Ref.  |
| -------------- | -------------------- | ---------------- | -------- | ------------------- | ----- |
| Estados Unidos | 11 de julio de 2000  | Disco compacto   | Estándar | Ferret Music        | [ 1 ] |
| Estados Unidos | 26 de abril de 2005  | Disco compacto   | Bonus    | Roadrunner Records  | [ 4 ] |
| Estados Unidos | 3 de abril de 2009   | Descarga digital | Estándar | Roadrunner Records  | [ 5 ] |
| Estados Unidos | 9 de octubre de 2020 | LP               | Estándar | Metal Blade Records | [ 6 ] |